# Ludwig Knaus
Ludwig Knaus (Wiesbaden, 1829. október 5. – Berlin, 1910. december 7.) német festő. 
A legnépszerűbb német festők közé tartozik. Zsánerképei a legkülönbözőbb reprodukciókon országszerte elterjedtek.

## Életpályája
Düsseldorfban Sohn és Schadow tanítványa volt, de nem ragaszkodott a düsseldorfi iskola hagyományaihoz, hanem a németalföldi zsánerképfestőket tanulmányozta. 1850-től 1860-ig, egy évi olaszországi tartózkodással megszakítva, Párizsban élt és megismerkedett a modern francia festői technikával. Miután egy évet szülővárosában töltött, 1861-66-ban Berlinben, 1866-74-ben ismét Düsseldorfban tartózkodott. 1874-től a berlini művészeti akadémia tanára volt.

## Legismertebb művei
- A paraszttánc (1850);
- A hamis játékosok (1851);
- A méhek atyja (1851);
- Aggkor nem óv meg a bolondságtól (1851);
- Egy bűnös temetéssel találkozik az erdőben (1852);
- Helfenstein grófné kegyelmet kér férje számára (1852);
- Zsebtolvaj az országos vásáron (1852);
- Az aranylakodalom (1858, legjobb képeinek egyike);
- A keresztszülő (1859);
- Kivonulás a tánchelyre (1859);
- A séta (1855);
- A kókler; (1869);
- Ő fensége utazik (1869);
- A cipészinas(1869);
- A kintornás (1869);
- Gyermekek ünnepe (1869);
- Temetés egy hesseni faluban (1871);
- A libapásztor leány (1872);
- Ezer aggodalomban (1872);
- A testvérek (1872);
- Hauensteini parasztok tanácskozása (1880);
- A falu hercege (1880);
- Az első nyereség (1880);
- Várhatok (1880);
- A szent család (1880);
- Rossz úton (1880);
- A makrancos modell (1880);
- Salamoni bölcsesség (1880);
- A színfalak mögött (1880);
- Üres a bögrém (Mein Napf ist leer) (1886);
- Bacchánsnő;
- Erdészlak